# 김성룡 (배우)
김성룡(金聖龍, 1965년 1월 4일 ~ )은 대한민국의 배우이자, 제작자이다.

## 이력
1987년 영화배우 첫 데뷔하였다.

## 작품

### 출연/제작
- 1987년 《난운》
- 1990년 《장군의 아들》 ... 마루오까 역, 제작진행
- 1990년 《꼭지딴》제작주임
- 1990년 《꿈》제작주임
- 1991년 《젊은 날의 초상》제작주임
- 1991년 《장군의 아들 2》 ... 마루오까 역, 제작진행
- 1991년 《경마장 가는 길》제작부
- 1992년 《장군의 아들 3》 ... 마루오까 역, 제작부
- 1993년 《서편제》 제작진행
- 1993년 《화엄경》 제작진행
- 1993년 《참견은 노 사랑은 오예》 제작진행
- 1994년 《장미빛 인생》 제작진행
- 1994년 《태백산맥》 제작부장
- 1996년 《축제》 제작부장
- 1996년 《미지왕》 제작부장, 단역
- 1997년 《창》... 원일 역, 제작부장
- 1998년 《세븐틴》 제작부장
- 1999년 《세기말》... 비만 남자 역, 제작실장
- 2000년 《춘향뎐》 제작부장
- 2002년 《2424》... 요원 2 역
- 2004년 《하류인생》(특별출연)
- 2008년 《1724 기방난동사건》... 팔도 조폭 2 역, 프로듀서
- 2018년 《도어락》... 프로듀서

## 경력
- 1989년 ~ 2001년 태흥영화 제작실 실장
- 2006년 ~ 2009년 싸이더스 FNH영화제작본부 2본부 총괄실장
- 2009년 ~ 2010년 올리브나인 영화팀 프로듀서
- 2011년 ~ 2012년 러브레터 드라마제작 제작이사